# Betzy Ählström

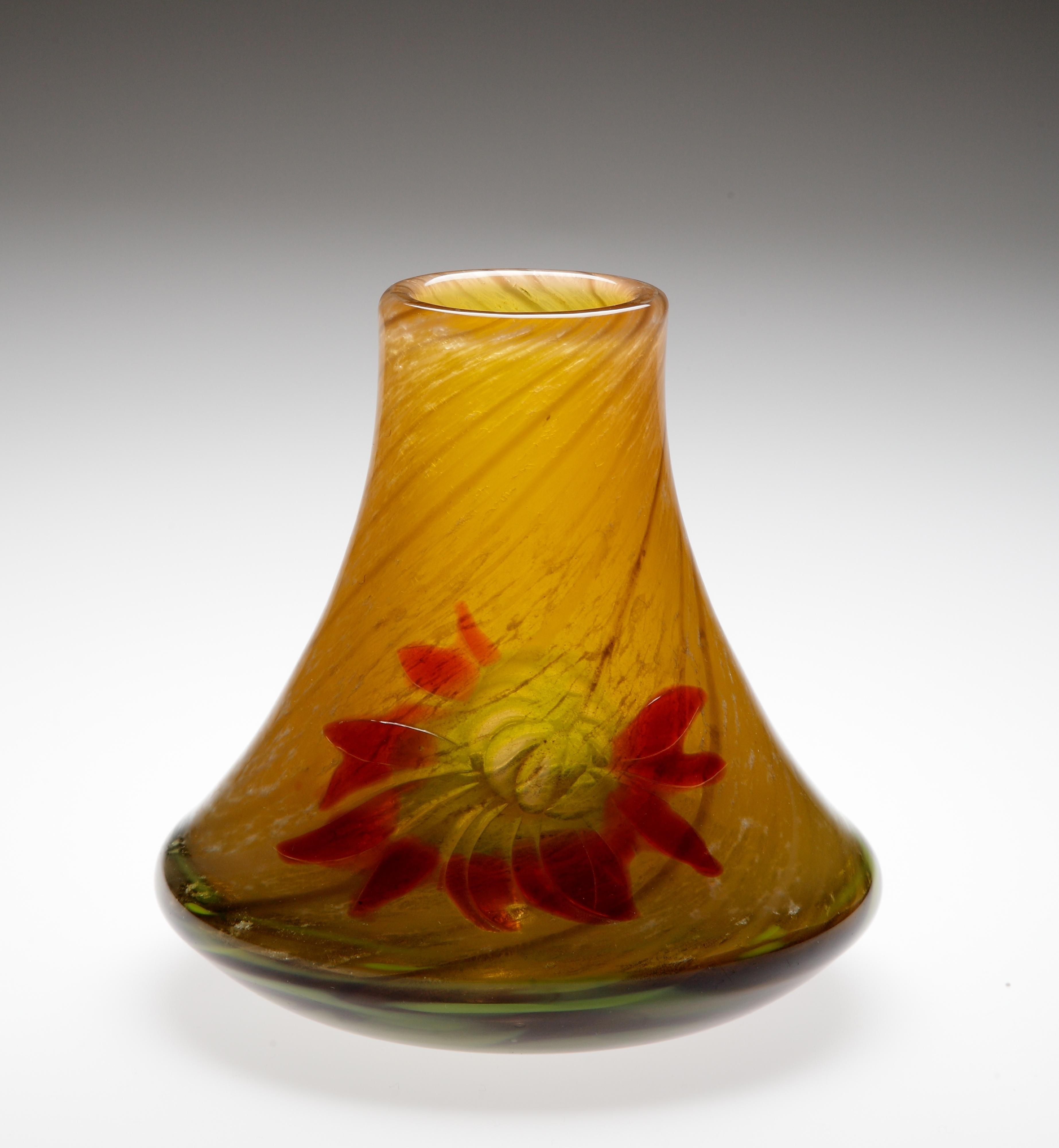
Glasvas Dahlia formgiven av Betzy Ählström 1912 för Reijmyre glasbruk, utförd i tekniken marqueterie de verre.

Betzy Augusta Vilhelmina Ählström, född 22 februari 1857 i Malexanders församling i Östergötland, död 21 februari 1934 i Göteborg, var en svensk teckningslärare, konstnär och glasformgivare.
Betzy Ählström föddes om femte barn till patron Alexander Ählström och Hedda Sofia Hanström och växte upp på Enhults gård i Malexander. Hon utbildade sig i teckning och målning vid olika målarskolor i Stockholm, Köpenhamn och London innan hon studerade konst för Lauritz Baltzer i Göteborg. Hon var från 1887 fram till sin pensionering 1917 anställd som teckningslärare vid Nya elementarläroverket för flickor i Göteborg. Under samma tid undervisade hon även vid andra flickskolor i staden.
Hon var verksam som formgivare på Reijmyre glasbruk 1901–1902 som Sveriges första kvinnliga glaskonstnär. Hon ritade glas med applicerad dekor. Hon var av allt att döma unik i att använda intarsiatekniken marketeri, som uppfunnits för användning i glas av den franske glaskonstnären Émile Gallé, och som denne patenterat 1898.
Som målare medverkade hon i utställningar med Göteborgs konstförening och Konstföreningen för södra Sverige. Hon var representerad i utställningen Svensk konst som visades i Helsingborg 1903. Hennes konst består av miniatyrmålningar, blomsterstilleben och porträtt framför allt utförda i akvarell. Ählström finns representerad vid Nationalmuseum i Stockholm.
Betzy Ählström är begravd på Östra kyrkogården i Göteborg.